# Shuma Kusumoto
Shuma Kusumoto (født 12. september 1992) er en japansk fodboldspiller, som spiller for den japanske fodboldklub Kataller Toyama.